# أمازون إي سي 2
أمازون إي سي 2 (بالإنجليزية: Amazon Elastic Compute Cloud وإختصاراً EC2) وهو الجزء المركزي من خدمات أمازون ويب المقدمة من شركة أمازون في منصة الحوسبة السحابية. أطلقتها أمازون في عام 2006.
تسمح خدمة أمازون إي سي 2 للمستخدمين بإستئجار حواسب افتراضية لتشغيل التطبيقات الخاصة بهم.

## روابط خارجية
- الموقع الرسمي
- Official Amazon Web Services YouTube Channel - دروس حول استخدام وتحسين الخدمات العاملة على EC2